# Origami modulaire

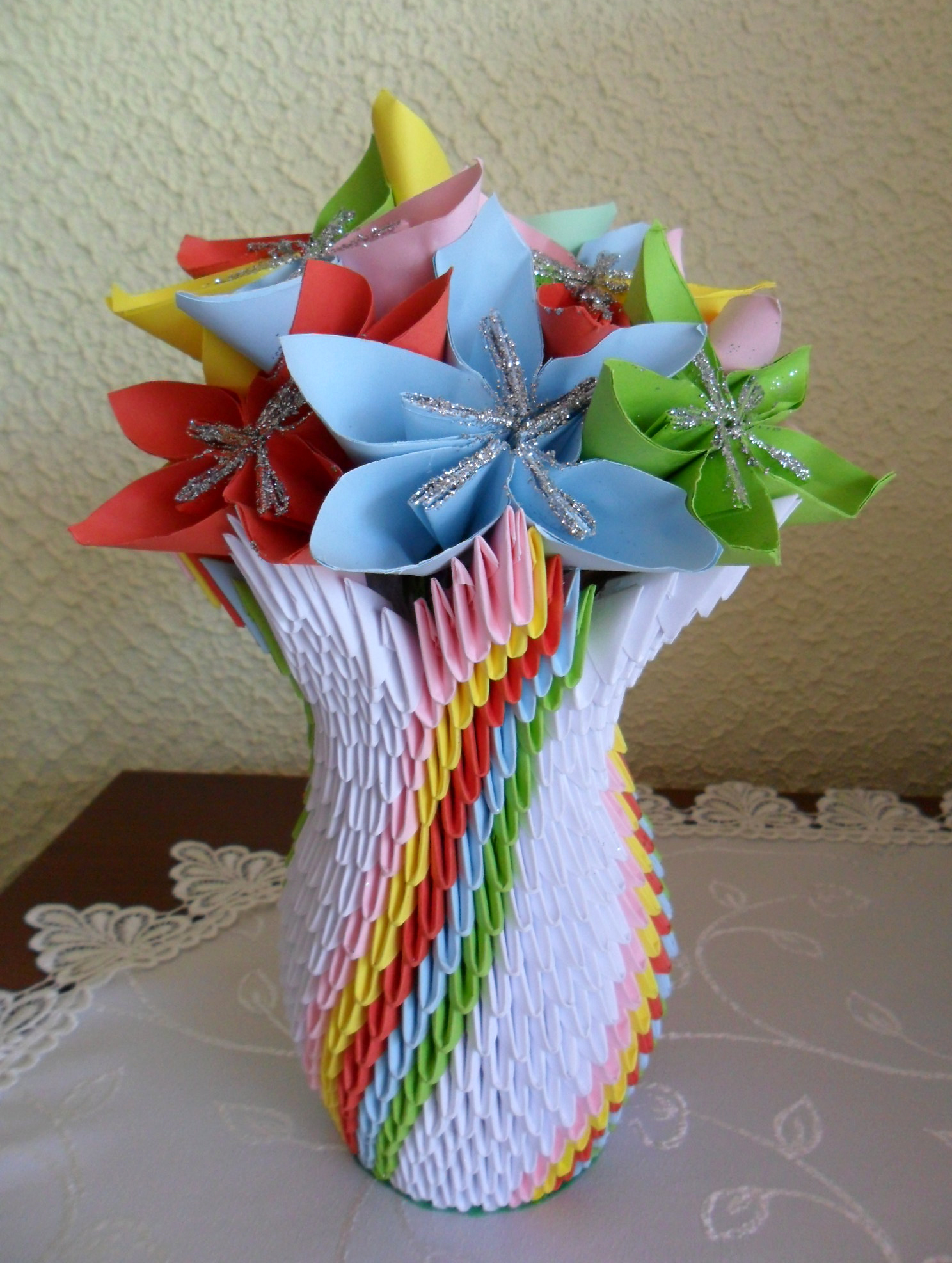
Vase de fleurs.

L’origami modulaire est une branche de l’origami, consistant à créer des modèles en pliant plusieurs éléments, appelés modules, ensuite assemblés (généralement par pliage) pour constituer le modèle fini, de forme souvent complexe.

## Historique

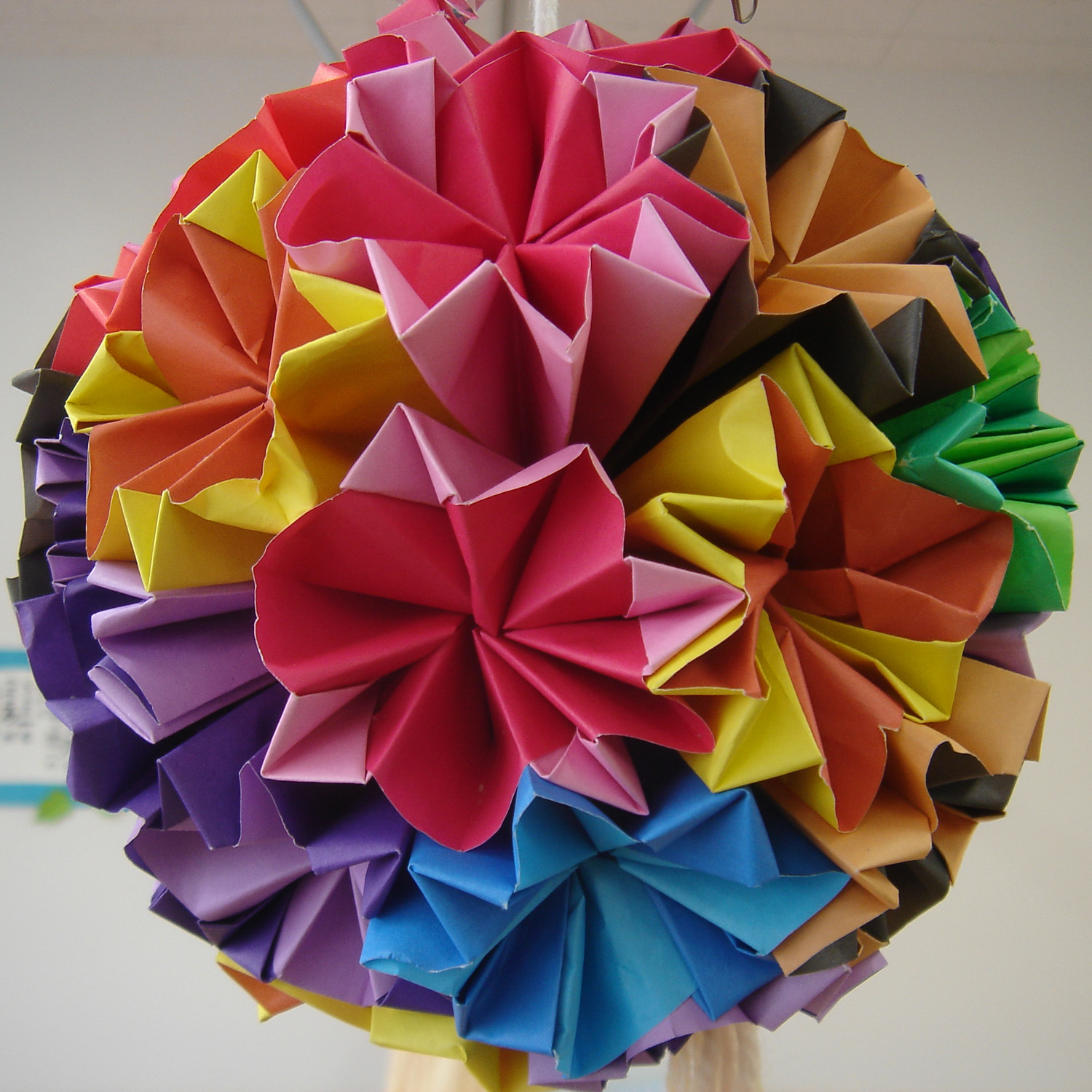
Un kusudama, le précurseur traditionnel japonais à l'origami modulaire.

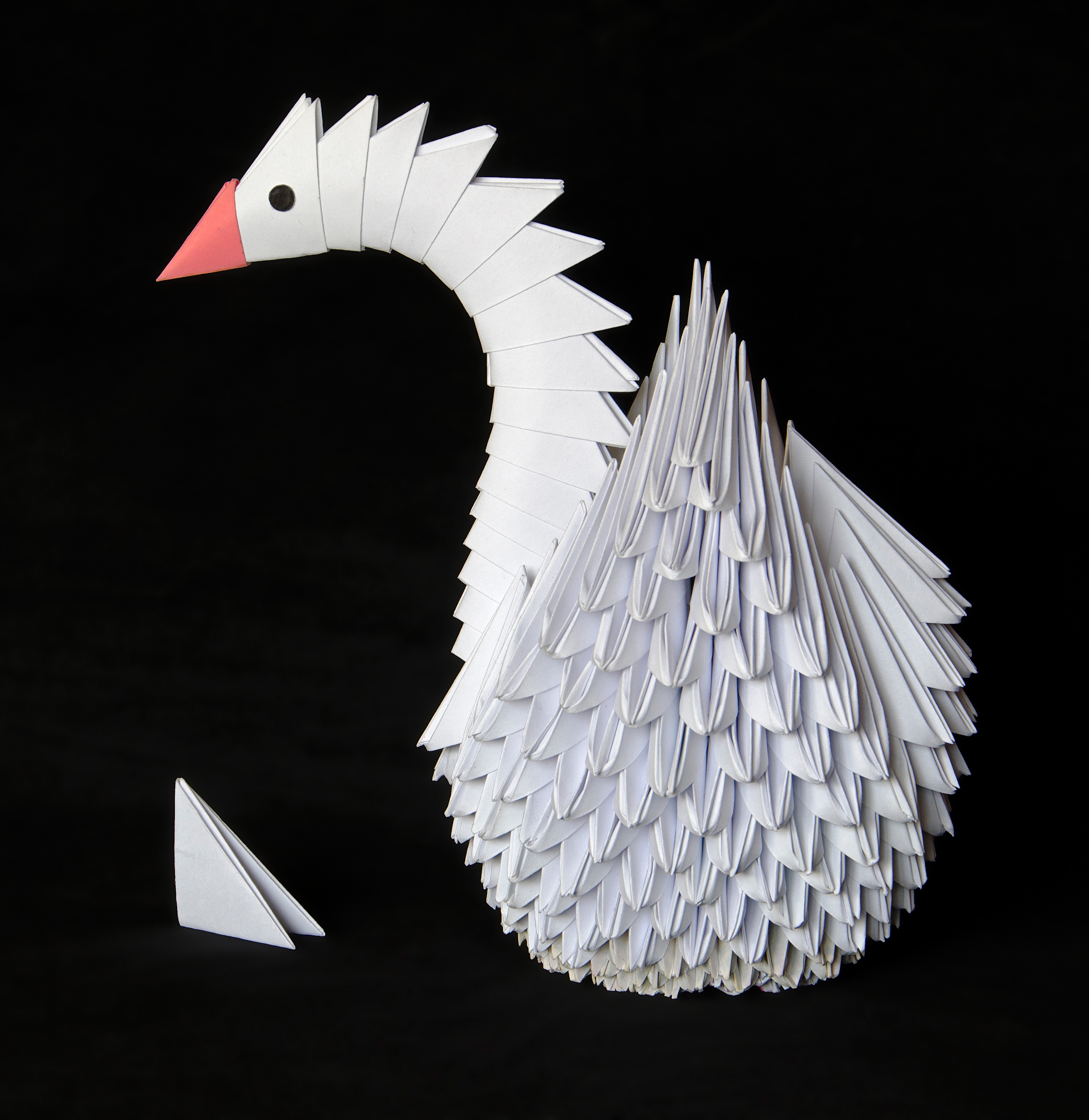
Cygne en origami modulaire.

Son précurseur fut probablement le kusudama, plus ancien, consistant, par une manière similaire à créer des modèles sphériques.

## Origamistes célèbres

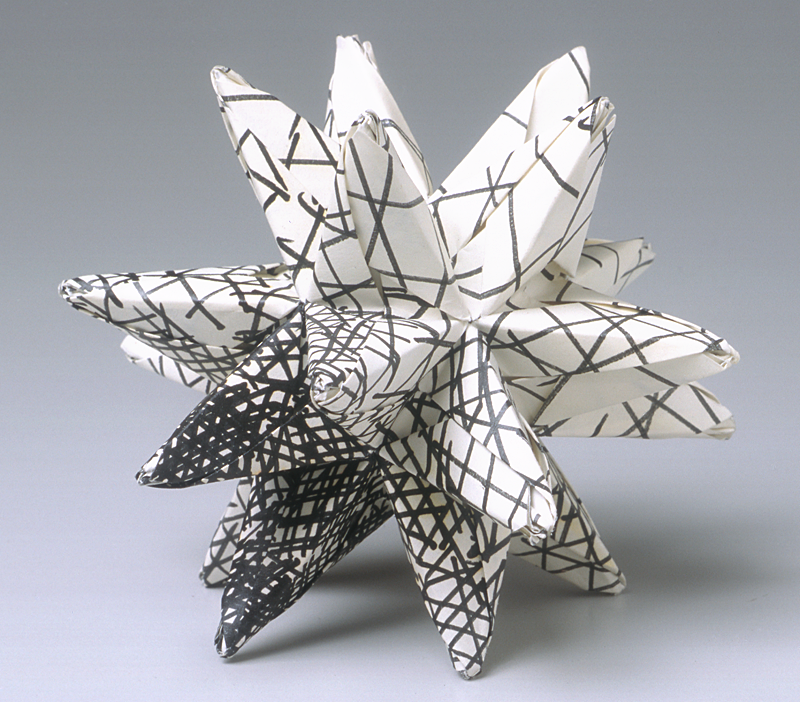
Un grand dodécaèdre étoilé en papier personnalisé.

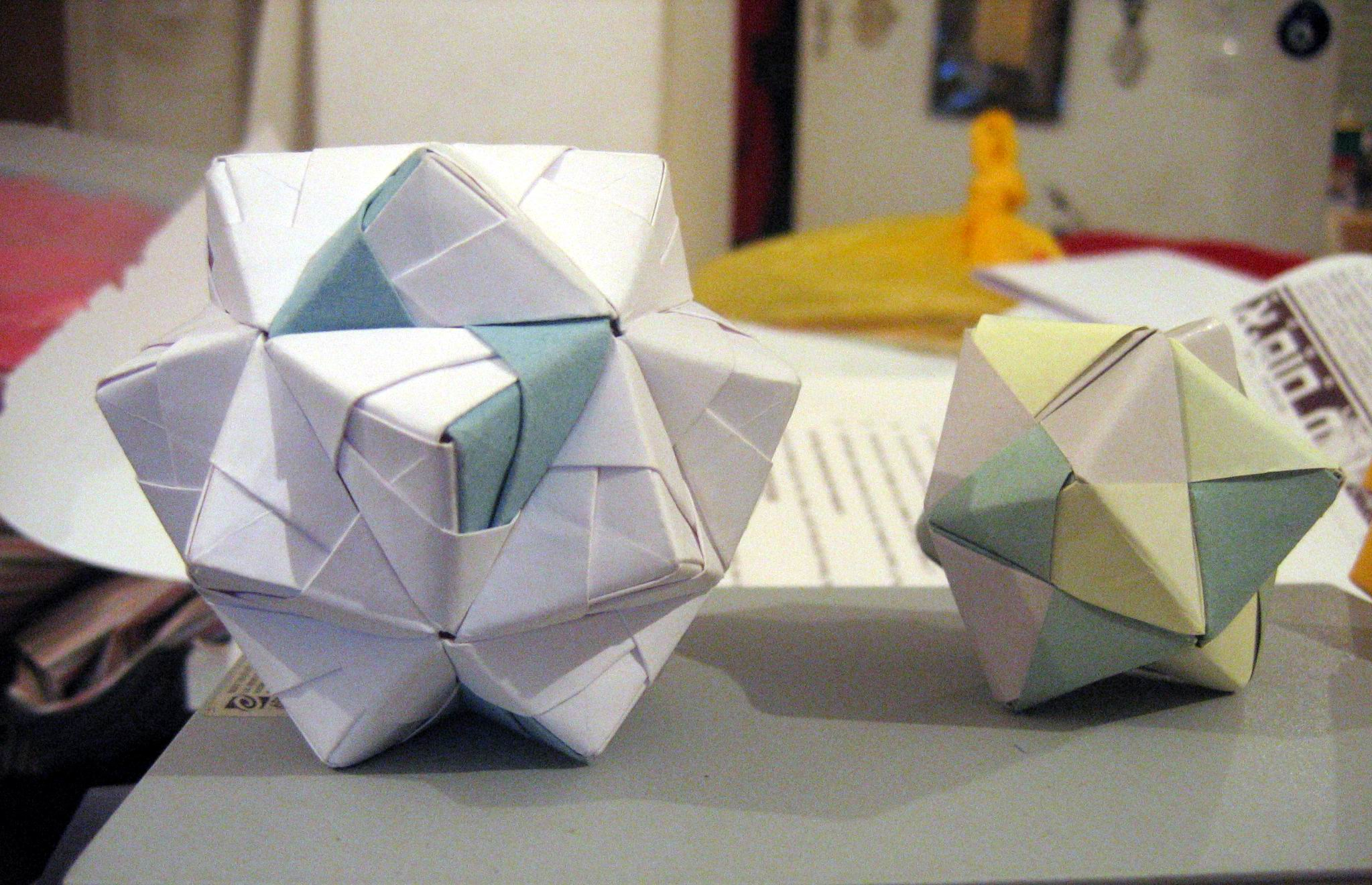
Exemples d'origami modulaire à base d'unités sonobe.

- Robert Neale
- Mitsonobu Sonobe
- Tomoko Fuse
- Kunihiko Kasahara
- Francis Ow
- Tom Hull
- Meenakshi Mukerji
- Heinz Strobl
- Miyuki Kawamura
- Rona Gurkewitz
- Bennett Arnstein
- Link Starbureiy
- Valerie Vann
- David Mitchell
- Krystyna Burczyk - Twirligami